# Consorci Forestal de Catalunya
El Consorci Forestal de Catalunya és una associació forestal Catalana, fundada l'any 1948 a Santa Coloma de Farners. Des d'aleshores ha esdevingut la principal associació forestal del país.

## Objectius
A la seva pàgina web, hi figuren els següents:
- Representar i defensar els interessos legítims dels propietaris de boscos familiars.[1]
- Promoure l'harmonització de les funcions econòmica, social i ambientals dels nostres boscos.[2]
- Donar suport i solucions als socis, informar-los puntualment i afavorir l'intercanvi de coneixements i experiències.
- Afavorir la vertebració del sector forestal en tots els seus nivells.[3]

## Activitats
Representació davant de l'Administració i els agents socials, en defensa dels drets, com a propietaris i com a silvicultors
- Representa el sector en diferents espais de discussió en l'àmbit català, estatal i europeu.
- Defensa els interessos de l'associació i del sector forestal mitjançant participació activa i al·legacions en els processos de tramitació i consulta de lleis i normatives.
- Orienta la tasca normativa de les administracions canalitzant les propostes del sector.

Comunicació i divulgació
- Desenvolupa activitats de divulgació i sensibilització per incrementar el coneixement de la realitat del sector forestal a Catalunya, així com millorar la percepció social vers l'explotació i la gestió del bosc.[4]
- Publica llibres d'interès forestal.
- Informa de l'actualitat forestal.
- Informa sobre aspectes tècnics, legals, d'actualitat i ajuts vinculats a l'activitat forestal de manera àmplia, puntual i exhaustiva.
- Edita la revista Catalunya Forestal, publicació especialitzada en temes d'actualitat i tècnics vinculats al sector forestal.

Formació
- Jornades Tècniques Silvícoles Emili Garolera: des del 1984, el CFC organitza anualment aquestes jornades que donen formació "in situ" sobre aspectes rellevants de la gestió i la silvicultura de les espècies al nostre país. Les conferències, xerrades i visites que tenen lloc en el marc de cada edició es recullen en un llibre disponible per a tots els participants i els socis.[5]
- Jornades de Tardor: amb la finalitat de fomentar l'intercanvi d'experiències, organitza jornades específiques basades en visites i viatges.
- Organització de viatges i sortides que puguin ser referent o d'interès per als socis.

Assessorament
- Ofereix servei d'assessorament tècnic gratuït per als socis. Cooperativa de serveis a preus exclusius per a associats.
- Dona servei d'assessorament jurídic gratuït per a associats en via administrativa, tramitació de recursos i seguiment, i també assessorament en contractes, cartes, al·legacions, entre d'altres.
- Facilita assessorament fiscal vinculat a la gestió forestal.

Innovació i transferència de tecnologia
- El CFC desenvolupa diversos projectes d'adaptació forestal:

- Orienta i impulsa iniciatives públiques i privades en recerca, desenvolupament i innovació (R+D+I).
- Desenvolupa projectes d'aplicació forestal, com l'aprofitament de la biomassa.